# Бейкер, Флоренс
Флоренс Бейкер (англ. Florence, Lady Baker), она же Флорика Мария Сас, Барбара Сас, Мария Фрейн фон Засс, Барбара Мария Сас (6 августа 1841 — 11 марта 1916) — британская исследовательница венгерского происхождения. Родившись в Трансильвании (тогда Королевство Венгрия), она осиротела, когда её родители и брат были убиты румынскими мародёрами во главе с Иоаном Аксенте Севером и Симионом Проданом, которые убили около 1000 преимущественно венгерских мирных жителей в Надьене 8–9 января 1849 года. Она бежала с остатками венгерской армии в Османскую империю, в Видин. В 1859 году её увидел Сэмюэл Бейкер и спас её. В то время как Бейкер был в гостях у герцога Атолла в его охотничьем поместье в Шотландии, он подружился с махараджей Далипом Сингхом, и в 1858–1859 годах они вместе совершили обширную охотничью поездку в Центральную Европу и на Балканы через Франкфурт, Берлин, Вену и Будапешт. В последней части путешествия Бейкер и махараджа наняли в Будапеште деревянную лодку, которую в конце концов бросили на замёрзшем Дунае. Эти двое продолжили путь в Видин, где, чтобы развлечь махараджу, Бейкер отправился на невольничий рынок Видина. Там Бейкер влюбился в белую рабыню Флоренс, предназначенную для османского паши Видина. Паша хотел не допустить этого, но Сэмюэл подкупил служанок девушки, и они вместе сбежали в карете, и в конце концов она стала его любовницей и женой и сопровождала его повсюду, где он путешествовал. Сообщается, что они поженились, скорее всего, в Бухаресте, прежде чем отправиться в Дубрушку, но сэр Сэмюэл определённо пообещал, что они пройдут ещё одну церемонию по возвращении в Англию, где у них была семейная свадьба в 1865 году.
Вместе они отправились на поиски истока реки Нил и нашли озеро Альберт. Они отправились в дом Сэмюэля Бейкера в Англии, где поженились, и она стала леди Бейкер. Позже она вернулась в Африку со своим мужем, чтобы попытаться подавить работорговлю. Флоренс с супругом вышли на пенсию и умерли в Девоне.

## Ранние годы
Ряд источников утверждает, что Флоренс Барбара Мария фон Засс родилась в Надьене (сегодня Аюд, Румыния) в 1841 году. История, переданная в семье Бейкер, состоит в том, что она была дочерью секейского офицера из венгерской дворянской семьи, у которого были поместья в Трансильвании, по имени фон Зас (ветвь семьи фон Засс), и когда она была молода, во время Венгерской революции 1848 года «её отец и братья были убиты на её глазах». В подростковом возрасте она говорила на венгерском, немецком, румынском и турецком языках. Ей могло быть четырнадцать лет, когда её продали в рабство в Видине, городе и укреплённом порту на реке Дунай на территории, которая тогда была Османской империей, а сейчас находится в Болгарии, в январе 1859 года. По некоторым сведениям, ей суждено было принадлежать паше Видина, но её заметил Сэмюэл Бейкер. Он вместе с Махараджей Далипом Сингхом были на охоте. Сэмюэл Бейкер подкупил охранников, и Флоренс удалось сбежать с ним.

## Африка

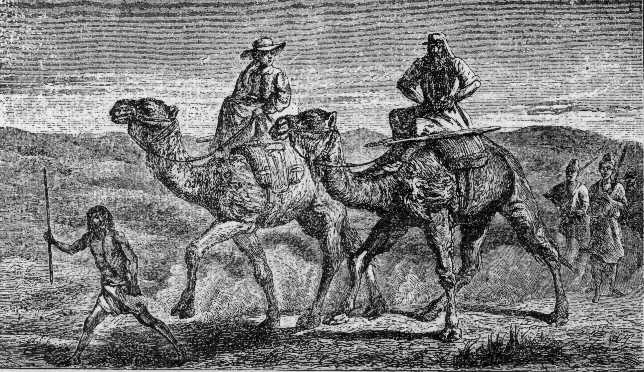
Флоренс и Сэмюэл Уайт Бейкер на рисунке в книге 1890 года

Сэмюэл Бейкер взял её с собой в Африку, где возглавлял экспедицию по поиску истоков реки Нил. Они путешествовали вверх по Нилу до Гондокоро на территории современного Южного Судана, где Флоренс спасла экспедицию. Возник спор между негибкостью мужа и нелояльностью прислуги. Флоренс смогла заступиться и найти общее соглашение. Гондокоро был базой для слоновой кости и рабов, а также местом, где лодки не могли идти дальше и где им нужно было идти к источнику пешком. Там они встретили Спика и Гранта, которые рассказали им о своих исследованиях. Они предложили исследовать другой рукав Нила. Когда Спик и Грант позже записали отчёты о своих путешествиях, ни один из них не упомянул, что с Бейкером была Флоренс. Это соответствовало соглашению, которое они заключили с Сэмюэлем Бейкером.
Флоренс и Бейкер открыли водопад Мерчисон и озеро Альберт на территории современной Уганды.
Приехав в Англию, они поселились в Хеденхэм-холле в Норфолке. Они поженились 4 ноября 1865 года в церкви Святого Иакова на Пикадилли, и когда Сэмюэл Бейкер был посвящён в рыцари, Флоренс стала леди Бейкер. Детали того, как они встретились, должны были храниться в секрете, но история распространилась, и это привело к тому, что королева Виктория решила исключить Бейкера из суда.
В 1869 году Исмаил-паша, турецкий вице-король Египта, пригласил Сэмюэла вернуться в Африку, чтобы помочь ликвидировать или сократить торговлю рабами вокруг Гондокоро. Сэмюэл был назначен генерал-губернатором Экваториального Нила. Приняв приглашение, они вернулись в Африку, где попытались одержать верх. Флоренс служила медиком, и когда они потерпели поражение при Буньоро, она была там с винтовками и бренди, двумя зонтами и пистолетом.

## Дальнейшая жизнь

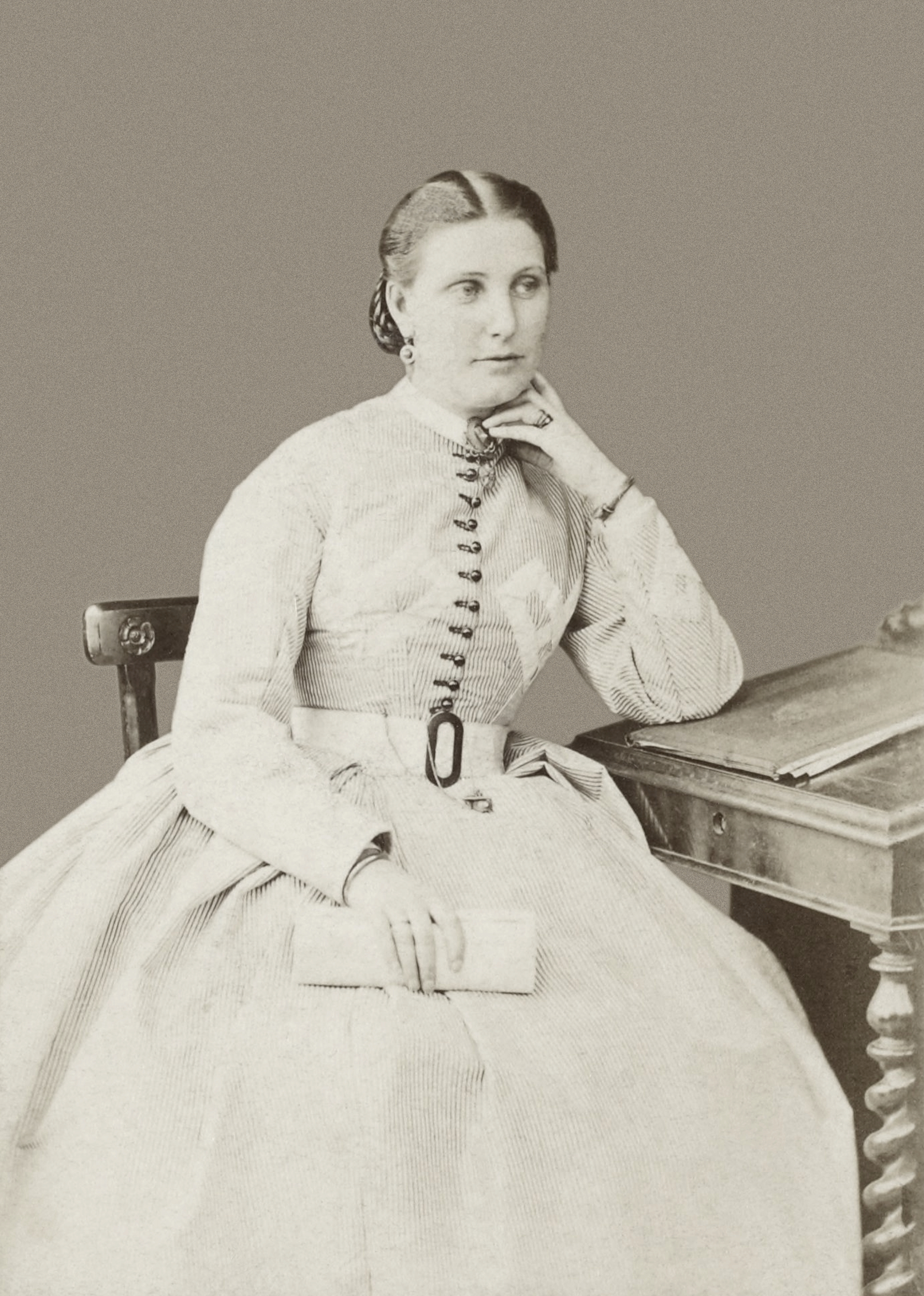
Флоренс, леди Бейкер, ок. 1875

В 1873 году она и её муж начали жить в своем доме Сэндфорд Орли, в Ньютон-Эббот графства Девон. Генерал Гордон прибыл в феврале 1883 года и попросил Самуэля помочь ему в эвакуации людей из осаждённого Хартума во время восстания махдистов в Египте. В таком путешествии нужна была Флоренс. Однако Флоренс не вернётся в Африку, а её муж не поедет без неё. Сэр Сэмюэл Бейкер умер в 1893 году. Флоренс Бейкер умерла в Девоне более чем на 20 лет позже, но они были похоронены вместе.

## Память
Бейкеры появляются на картине Северино Баральди «Сэмюэл Бейкер (1821–1893) и открытие озера Альберт».
Вместе с Делией Экли, Кристиной Додвелл, Мэри Кингсли и Александриной Тинне Флоренс была одной из пяти личностей, выбранных для книги 1997 года о женщинах-исследователях Африки.
Мемориальная доска в память о её путешествиях была открыта спикером Венгерского национального собрания Ласло Кёвером 4 марта 2019 года, в 155-ю годовщину её поездки на поиски истока Нила.